# Пјеве А Прешано (Арецо)
Пјеве А Прешано је насеље у Италији у округу Арецо, региону Тоскана.
Према процени из 2011. у насељу је живело 267 становника. Насеље се налази на надморској висини од 320 м.